# Principado de Pontinha
El Principado de Pontinha (en portugués Principado da Pontinha o Principado do Ilhéu da Pontinha) es una micronación situada en la Isleta de Pontinha, en el puerto de Funchal, en la Isla de Madeira. Se encuentra a una distancia de 70 metros de la isla de Madeira y tiene una superficie de 178 m², con una población de 4 habitantes (censados en 2007).
El único edificio del principado es el Fuerte de São José.
El jefe de gobierno de la micronación es el Príncipe D. Renato Barros.

## Historia
La historia comienza la 1 de julio de 1419, cuando los navegantes portugueses João Gonçalves Zarco y Tristão Vaz Teixeira, al servicio del príncipe Enrique el Navegante, desembarcaron y comenzaron con la construcción del fuerte, que todavía hoy se puede ver. 

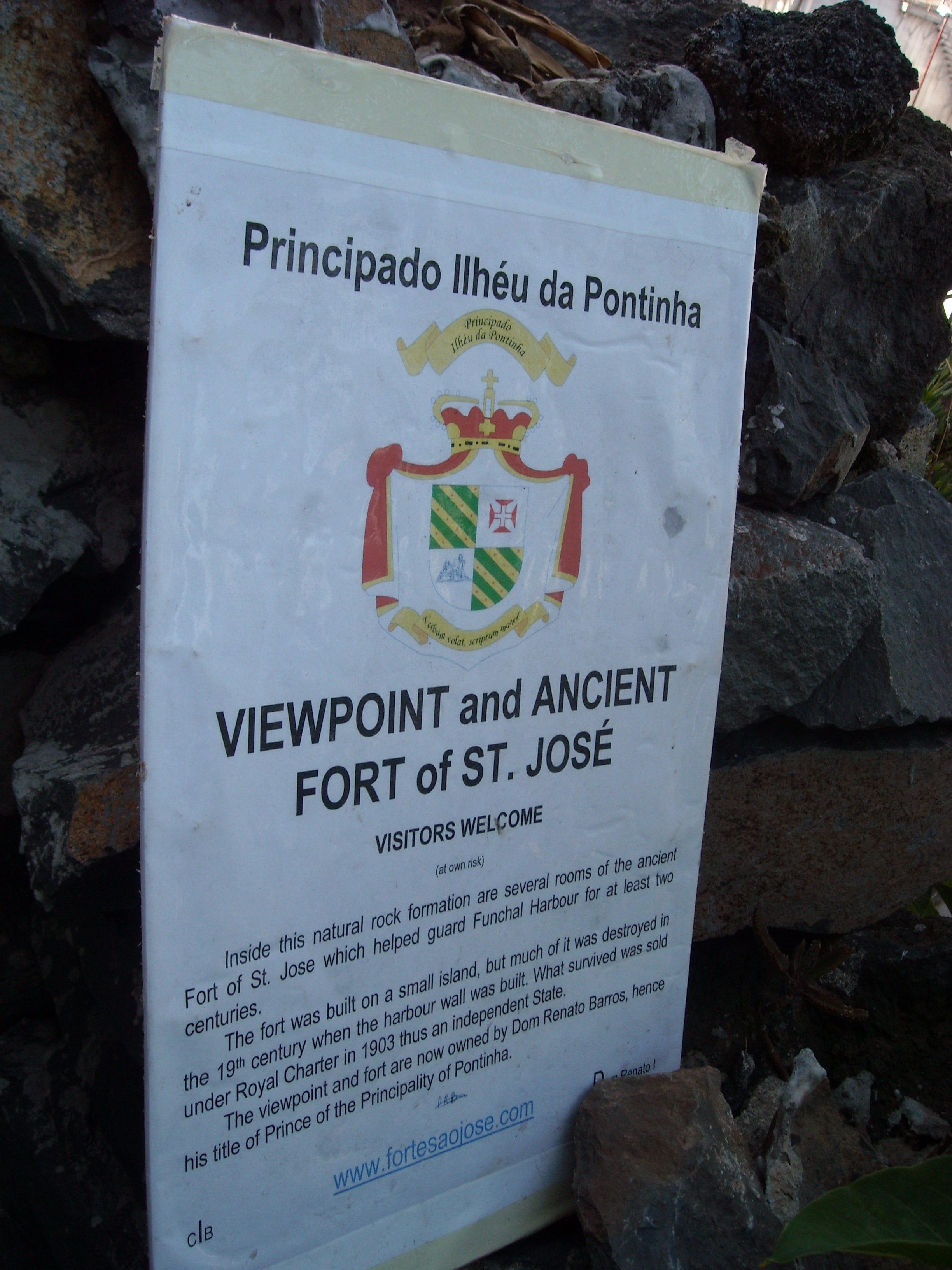
Cartel de entrada.

El 9 de octubre de 1903, el rey Carlos I de Portugal, vendió la isleta a la familia Blandy, comerciantes británicos de vino. El dinero obtenido se utilizó para acondicionar el puerto de Funchal.
La isleta fue adquirida a la familia Blandy en el año 2000 por Renato de Barros, un profesor de arte, por la suma de £19500 (otras fuentes dicen £17000); el 30 de noviembre de2007, Renato II, como se hizo llamar, comunicó oficialmente su independencia de Portugal la cual, según aseveró, databa de 1903 según los términos de la Carta Real: 

Dom Carlos, por Graça de Deus, Rei de Portugal e dos Algarves, faço saber aos que esta Carta de pura e irrevogável venda virem, que, precedendo as diligências, anuncio e solenidade da lei e estilo arrematou em hasta publica na Repartição de Fazenda do distrito do Funchal no dia 3 de Outubro de 1903 Cândido Henrique de Freitas, pela quantia de 200$100 réis, na conformidade das leis de 13 de Julho de 1863 e 22 de Dezembro de 1870 o seguinte prédio que pertencia à Fazenda Nacional... E foi posto à venda na lista 1446B a saber : concelho do Funchal Parte do Forte da Pontinha com a superfície de 172,80 m2 na freguesia de São Pedro (Funchal); confronta do norte e leste com o molhe da pontinha, sul e oeste com o rochedo dando pelo mar....
Paço, 26 de Outubro de 1903

El principado introdujo el Bitcoin como moneda oficial en diciembre de 2015, a instancias de Joby Weeks, su primer ministro.
En febrero de 2017, el político José Manuel Coelho solicitó asilo político en el Principado, el cual le fue concedido por D. Renato Barros II.
Pontinha es miembro del Micronational Professional Registry, una asociación internacional de micronaciones distribuidas en todo el planeta.